# Asesinato de Keishla Rodríguez
El asesinato de Keishla Madlane Rodríguez Ortiz (6 de noviembre de 1993 — 29 de abril de 2021) ocurrió el 29 de abril de 2021 en San Juan, Puerto Rico. El hecho, calificado como un feminicidio, indignó a la opinión pública de ese territorio. El Buró Federal de Investigaciones (FBI) de los Estados Unidos señala como presunto responsable al boxeador olímpico Félix Verdejo Sánchez y a un cómplice, Luis Antonio Cádiz.

## Contexto
En 2020, sesenta mujeres fueron asesinadas en Puerto Rico y unas 5500 denunciaron ser víctimas de violencia doméstica. Por ello, el gobernador de la isla Pedro Pierluisi decretó en enero de 2021 estado de emergencia por violencia de género En 2021 a la fecha del crimen de Keishla Rodríguez, 21 mujeres fueron asesinadas en Puerto Rico. El caso de Rodríguez ocurrió la misma semana que el de Andrea Ruiz Costas, una joven puertorriqueña que denunció amenazas de su expareja, mismo que confesó asesinarla y calcinarla. Pese a las amenazas de su asesino, una corte local habría negado a la joven medidas precautorias antes de su asesinato.

## Hechos
Familiares de Keishla Rodríguez reportaron su desaparición el 29 de abril de 2021. Tras la desaparición, la familia de Rodríguez denunció ante las autoridades que Keishla —quien sostuvo una relación con Félix Verdejo desde 2010— acudió a hablar con el presunto feminicida sobre el hijo que esperaban. Según la madre de Keishla, Keila Ortiz, su hija le habría avisado que acudiría a hablar con Verdejo sobre el tema. Su desaparición se reportó al no responder su teléfono y al no llegar a su trabajo. La policía inició su búsqueda y halló su vehículo en la zona de Canóvanas.
El cuerpo de Rodríguez fue hallado en la Laguna San José de San Juan. Según la denuncia hecha por el FBI, Keishla fue golpeada en la mandíbula y nariz, inyectada con heroína y fentanilo, atada de manos y amarrada a un bloque de cemento que ayudara a que su cuerpo se hundiera tras ser arrojada desde el Puente Teodoro Moscoso a la laguna. En la caída a la laguna Keishla se habría encontrado viva y Luis Antonio Cádiz habría intentado dispararle con un arma de fuego. Según el FBI, Cádiz habría ayudado a secuestrar y someter a la víctima. La autopsia posterior confirmó la denuncia del FBI y la versión del colaborador de los hechos. Al caer al agua una de sus manos se desató del alambre, logrando que el cuerpo de la joven flotara y fuera encontrada. 
Félix Verdejo se entregó a las autoridades estadounidenses el 2 de mayo de 2021. En una audiencia virtual realizada el 11 de mayo de 2021, Verdejo y Cádiz se declararon inocentes.

## Consecuencias
Los servicios funerarios de Keishla Rodríguez se llevaron a cabo el 8 de mayo de 2021. Tal hecho se convirtió, a petición de los familiares, en un acto público y se convirtió en un reclamo público de justicia y de protesta contra la violencia de género. En una de las carrozas fúnebres que transitaron por las calles de San Juan se leyó "en memoria de todas las víctimas de violencia de género".
Entre las condenas públicas al asesinato de Rodríguez se encontraron las de Ricky Martin y de Kany García.